# Andreas Rulle
Andreas Rulle (* 21. September 1959 in Münster; † 7. September 2008 in Worms) war ein deutscher Karikaturist.

## Leben und Werk
Rulle studierte Kunst, Französisch und Philosophie auf Lehramt. 1992 erschienen seine Karikaturen zuerst in der Oberhessischen Presse. 2005 wurde er im Rahmen des Deutschen Preises für die politische Karikatur mit dem Förderpreis der Stadt Stuttgart ausgezeichnet.
Seine tägliche Karikatur Rulles spitze Feder erschien in 35 deutschen Tageszeitungen und hatte eine Reichweite von 3,5 Millionen Lesern. Rulle war verheiratet und hatte fünf Kinder.